# Hagen Hultzsch
Hagen Hultzsch (* 26. November 1940 in Birkenfeld) ist ein deutscher Manager.

## Leben
Hultzsch studierte Physik und Kernphysik an der Universität Mainz. Er promovierte 1970 und lehrte bis 1977 als Assistenzprofessor Informationstechnik für Physiker in Mainz. In den Jahren 1973 und 1974 war er beurlaubter Gastwissenschaftler am IBM Thomas J. Watson Research Center, USA. Nach Rückkehr war Hultzsch ab 1977 Leiter des Rechenzentrums der Gesellschaft für Schwerionenforschung in Darmstadt und ab 1985 Direktor der Technischen Service Gruppe von EDS in Deutschland. 1988 bis 1993 war er Bereichsleiter Führungsorganisation und Informationssysteme der Volkswagen AG (heute CIO). 1993 bis 2001 war er Mitglied des Vorstands der Deutschen Telekom AG und dort verantwortlich für den Unternehmensbereich Technik Dienste zuständig für Forschung & Entwicklung, Informationstechnik und Qualitätsmanagement. Dabei hat er wesentlich zur Bildung der T-Systems und der T-Systems Multimedia Solutions GmbH beigetragen sowie T-Venture gegründet, wo er bis Ende 2001 Vorsitzender des Aufsichtsrats war. Bis Ende 2006 war er Mitglied des Board von ICANN und wirkt dort weiter als Former Director mit.

## Mitglied in Aufsichtsgremien
Hultzsch ist oder war nach vieljähriger Erfahrung in der Informationstechnik Vorsitzender oder Mitglied der Aufsichtsräte, Beiräte oder Boards von Unternehmen in Deutschland, Israel und USA sowie von Aufsichtsorganen akademischer Institutionen. Dazu gehören bzw. gehörten AuthentiDate International AG, axxessio GmbH, Bestence GmbH, Breuer Nachrichtentechnik GmbH, Communardo Software GmbH, DomaniSystems Inc., Exceet AG, GFFT – Gesellschaft zur Förderung des Forschungstransfers, InSynCo AG, Living-e AG, HERAEUS TENEVO AG, Intershop Communications AG, Knowledge Intelligence AG, Radware Ltd, RIT Technologies Ltd, SCM-Microsystems Inc., TranSwitch Inc., SciEngines GmbH, SnapView GmbH, Throughput Inc., T-Systems Information Services GmbH, VoiceObjects AG, VOICE.TRUST AG, Zimory GmbH. Er arbeitet oder arbeitete ebenfalls in nationalen oder internationalen Gremien mit, zu denen die Aufsichtsräte der Universitätskliniken Bonn und Dresden, die Hochschulräte der Universitäten Frankfurt und Dresden, DFN, DFG, EARN, Share Europe, BDI, FZJ, FhG FOKUS sowie FhG generell, Münchner Kreis, BVL, FGF und EFQM gehören.